# Bunny Lake è scomparsa
Bunny Lake è scomparsa (Bunny Lake Is Missing) è un film del 1965 diretto da Otto Preminger.
Prodotto dallo stesso regista, il film, di genere thriller psicologico, venne girato in Inghilterra usando il formato bianco e nero widescreen. La colonna sonora è di Paul Glass, e usa il tema di apertura come un costante ritornello. The Zombies apparirono anche in una trasmissione televisiva, suonando le loro canzoni. Congedato dai critici come insignificante subito dopo l'uscita, il film a distanza di molti anni ha meritato la nomina di cult classic.

## Trama
Londra, primi anni sessanta. Ann Lake, una giovane madre americana, è appena arrivata in Inghilterra dagli Stati Uniti, progettando di stabilirvisi con la figlia di 4 anni, Bunny, e suo fratello Stephen, giornalista. Al termine del primo giorno di scuola alla Little People's School, Ann va a prendere la bambina ma non la trova, e la scuola non ha nessuna registrazione a suo nome.
L'ispettore Newhouse di Scotland Yard formula una serie di ipotesi sulla possibile scomparsa di Bunny. Il padrone di casa di Ann, l'eccentrico scrittore Horatio Wilson, cui piacciono le pratiche sado-masochiste ed entra quando vuole nell'appartamento che ha affittato, sembra alquanto insensibile al dramma vissuto dalla giovane mamma. Invece la vecchia signora Ada Ford, che vive al piano superiore della scuola e colleziona le registrazioni degli incubi dei bambini, infonde speranza, ma apre anche nuovi interrogativi con le sue analisi e indagini psicologiche.
Col procedere infruttuoso delle ricerche, si fa sempre più strada una possibilità quasi paradossale... Bunny Lake esiste davvero? Nessuno, all'infuori della famiglia afferma di aver mai visto la bambina, mentre Ann e Stephen sostengono che tutti i giocattoli della stessa sono scomparsi in un misterioso furto. Quando poi Stephen si lascia scappare che Ann, da giovane, aveva un'amica immaginaria di nome Bunny, quella che era solo una vaga ipotesi comincia a prendere realmente corpo.
Disperata e incompresa, Ann improvvisamente si ricorda che, prima della scomparsa di Bunny, la sua bambola è stata portata a riparare. Attraversa Londra di notte per cercare di riprendersi la bambola, convinta che con questa prova evidente nelle sue mani, la polizia possa crederle. Ma quando raggiunge “L'ospedale della bambole”, la giovane scopre che il fratello sta occultando le prove dell'esistenza della bambina. Non solo, dà evidenti segni di insanità mentale, poi colpisce la sorella che finisce in ospedale.
Ann, ormai sola contro tutti, riesce a scappare e quindi a ritrovare il fratello proprio mentre questi tira fuori dal bagagliaio della propria auto la piccola Bunny, rimasta verosimilmente lì per un giorno intero. Stephen è chiaramente sul punto di uccidere la bambina quando Ann intuisce di poter far breccia nella mente deviata del fratello, rivolgendoglisi come ad un bambino e facendo appello al rapporto speciale che i due avevano da piccoli, e che l'avvento della bambina ha con ogni probabilità compromesso. Così su un'altalena Ann riesce a fermare il tempo fino a quando lei e la bambina sono messe in salvo dalla polizia, giunta tardivamente sulle tracce dell'uomo, solo grazie ad una notizia da questi fornita e risultata falsa.

## Produzione
Nell'adattamento della novella originale, Preminger sposta la storia da New York a Londra, dove preferiva lavorare. Egli creò una oscura e sinistra visione di Londra che forniva al film gran parte dell'appeal, rendendo creativo l'uso delle reali location, incluso “l'ospedale delle bambole” e la casa che apparteneva alla romanziera Daphne du Maurier. Preminger trovò che la conclusione del romanzo mancasse di interesse e credibilità, e cambiò il plot drasticamente — un processo che richiese numerosi scrittori, tra cui i coniugi inglesi John Mortimer e Penelope Mortimer, prima che il regista fosse soddisfatto.

## Remake
A Hollywood venne progettato il remake del film, con Reese Witherspoon, nel 2006. Ma la Witherspoon si è tirata indietro e si sta tuttora cercando chi la rimpiazzerà.